# Saison 2011 des Twins du Minnesota
La Saison 2011 des Twins du Minnesota est la 111e saison en ligue majeure pour cette franchise. 
Les Twins connaissent leur saison la plus misérable depuis 1982. Ils encaissent 99 défaites et ne remportent que 63 parties pour la pire fiche de la Ligue américaine et la deuxième moins bonne dans les majeures après Houston.

## Intersaison

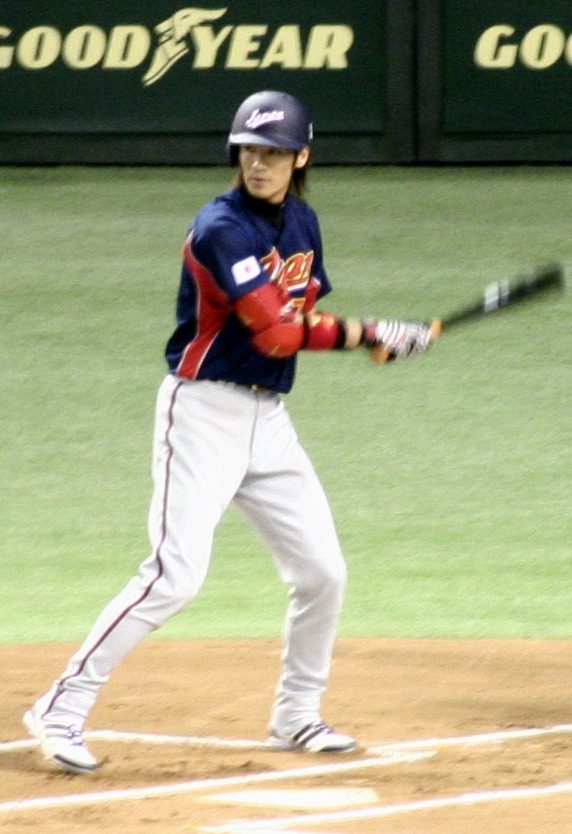
Tsuyoshi Nishioka

### Arrivées
À ce jour, l'arrivée la plus significative est celle du joueur de champ intérieur japonais Tsuyoshi Nishioka. Il quitte les Chiba Lotte Marines et signe le 17 décembre 2010 un contrat de trois ans, plus une option pour 2014, contre neuf millions de dollars.
Outre Nishioka, notons la signature d'Eric Hacker chez les Twins le 9 novembre 2010, et l'échange du 9 décembre : J. J. Hardy et Brendan Harris partent chez les Orioles de Baltimore en retour des lanceurs Brett Jacobson et Jim Hoey.

### Départs
Devenus agents libres à l'issue de la saison 2010, Jesse Crain, Matt Guerrier, Orlando Hudson, Jon Rauch, Brian Fuentes et Nick Punto quittent les Twins. Jesse Crain s'engage avec les White Sox de Chicago. Le 20 décembre, il signe un contrat de trois ans pour 13 millions de dollars. Matt Guerrier trouve un accord avec les Dodgers de Los Angeles le 16 décembre en signant un contrat de 12 millions de dollars pour trois saisons. Orlando Hudson se retrouve sous les couleurs des Padres de San Diego. Il s'y engage le 20 décembre pour deux saisons contre quatre millions de dollars.
Jon Rauch opte pour les Blue Jays de Toronto. Le 17 janvier les deux parties s'entendent sur une offre de 3,5 millions de dollars pour la saison 2011 et une option à 3,75 millions pou 2012.
De son côté, Brian Fuentes rejoint les Athletics d'Oakland. Le contrat de deux saisons pour dix millions et demi de dollars est paraphé le 19 janvier 2011. Nick Punto sugne chez les Cardinals de Saint-Louis le 21 janvier. Il s'engage pour une saison contre 750 000 dollars.
Agents libres également, Ron Mahay et Clay Condrey sont toujours à la recherche d'un club pour la saison 2011.

### Prolongations de contrats
Devenu agent libre en novembre 2010, Jim Thome accepte de prolonger chez les Twins le 14 janvier 2011. Il signe contrat de trois millions de dollars pour la saison 2011.
Comme Thome, Carl Pavano prolonge son contrat chez les Twins. L'accord est conclu le 19 janvier pour deux saisons contre la somme de 16 millions et demi de dollars. Il avait reçu un salaire de sept millions pour l'année 2010.

### Grapefruit League
32 rencontres de préparation sont programmées du 27 février au 3 avril à l'occasion de cet entraînement de printemps 2011 des Twins.
Avec 20 victoires et 12 défaites, les Twins terminent premiers de la Grapefruit League et enregistrent la deuxième meilleure performance des clubs de la Ligue américaine.

## Saison régulière

### Classement
| Ligue américaine (Division Centrale) | V  | D  | %    | GB |
| ------------------------------------ | -- | -- | ---- | -- |
| Tigers de Détroit                    | 95 | 67 | .586 | -  |
| Indians de Cleveland                 | 80 | 82 | .494 | 15 |
| White Sox de Chicago                 | 79 | 83 | .488 | 16 |
| Royals de Kansas City                | 71 | 91 | .438 | 24 |
| Twins du Minnesota                   | 63 | 99 | .389 | 32 |

### Résultats
| Légende            | Légende           | Légende       |
| victoire des Twins | défaite des Twins | match reporté |
| ------------------ | ----------------- | ------------- |

#### Avril
Les Twins ouvrent leur saison à l'extérieur le 1er avril, sur le terrain des Blue Jays de Toronto.
Lors du match du 7 avril au Yankee Stadium, Tsuyoshi Nishioka quitte le terrain septième manche sur blessure, péroné gauche fracturé.

#### Mai
| #  | Date    | Adversaire  | Score  | Victoire       | Défaite      | Sauvetage | Affluence | Bilan |
| -- | ------- | ----------- | ------ | -------------- | ------------ | --------- | --------- | ----- |
| 27 | 1er mai | @ Royals    | 3 - 10 | Hochevar (3-3) | Pavano (2-3) |           | 18 108    | 9-18  |
| 28 | 3 mai   | @ White Sox |        |                |              |           |           |       |
| 29 | 4 mai   | @ White Sox |        |                |              |           |           |       |
| 30 | 6 mai   | @ Red Sox   |        |                |              |           |           |       |
| 31 | 7 mai   | @ Red Sox   |        |                |              |           |           |       |
| 32 | 8 mai   | @ Red Sox   |        |                |              |           |           |       |
| 33 | 9 mai   | @ Red Sox   |        |                |              |           |           |       |
| 34 | 10 mai  | Tigers      |        |                |              |           |           |       |
| 35 | 11 mai  | Tigers      |        |                |              |           |           |       |
| 36 | 13 mai  | Blue Jays   |        |                |              |           |           |       |
| 37 | 14 mai  | Blue Jays   |        |                |              |           |           |       |
| 38 | 15 mai  | Blue Jays   |        |                |              |           |           |       |
| 39 | 16 mai  | @ Mariners  |        |                |              |           |           |       |
| 40 | 17 mai  | @ Mariners  |        |                |              |           |           |       |
| 41 | 18 mai  | @ Athletics |        |                |              |           |           |       |
| 42 | 19 mai  | @ Athletics |        |                |              |           |           |       |
| 43 | 20 mai  | @ D-Backs   |        |                |              |           |           |       |
| 44 | 21 mai  | @ D-Backs   |        |                |              |           |           |       |
| 45 | 22 mai  | @ D-Backs   |        |                |              |           |           |       |
| 46 | 23 mai  | Mariners    |        |                |              |           |           |       |
| 47 | 24 mai  | Mariners    |        |                |              |           |           |       |
| 48 | 25 mai  | Mariners    |        |                |              |           |           |       |
| 49 | 27 mai  | Angels      |        |                |              |           |           |       |
| 50 | 28 mai  | Angels      |        |                |              |           |           |       |
| 51 | 29 mai  | Angels      |        |                |              |           |           |       |
| 52 | 30 mai  | @ Tigers    |        |                |              |           |           |       |
| 53 | 31 mai  | @ Tigers    |        |                |              |           |           |       |

## Draft
La Draft MLB 2011 se tient du 6 au 8 juin 2011 à Secaucus (New Jersey). Les Twins ont le trentième choix.

## Affiliations en ligues mineures
| Niveau     | Equipe                | Ligue                   | Manager       | Vic. | Déf. | Classement |
| ---------- | --------------------- | ----------------------- | ------------- | ---- | ---- | ---------- |
| AAA        | Rochester Red Wings   | International League    | Tom Nieto     |      |      |            |
| AA         | New Britain Rock Cats | Eastern League          | Jeff Smith    |      |      |            |
| Advanced A | Fort Myers Miracle    | Florida State League    | Jake Mauer    |      |      |            |
| A          | Beloit Snappers       | Midwest League          | Nelson Prada  |      |      |            |
| Rookie     | Elizabethton Twins    | Appalachian League      | Ray Smith     |      |      |            |
| Rookie     | GCL Twins             | Gulf Coast League       | Ramón Borrego |      |      |            |
| Rookie     | DSL Twins             | Dominican Summer League |               |      |      |            |